# Лагос (щат)
Вижте пояснителната страница за други значения на Лагос.
Лагос е един от 36-те щата на Нигерия. Площта му е 3559 квадратни километра, а населението – 12 550 600 души (по проекция за март 2016 г.). Създаден е на 27 май 1967 г. Щатът е разделен допълнително на 20 местни правителствени зони. Намира се в часова зона UCT+1.